# Stavrós (Ithaque)
Stavrós (grec moderne : Σταυρός) est un village situé sur l'île d'Ithaque.

## Localisation
Stavros se trouve dans la partie nord de l'île d'Ithaque, elle-même au nord-est de l'île de Céphalonie. Le village est au fond de la baie de Polis.

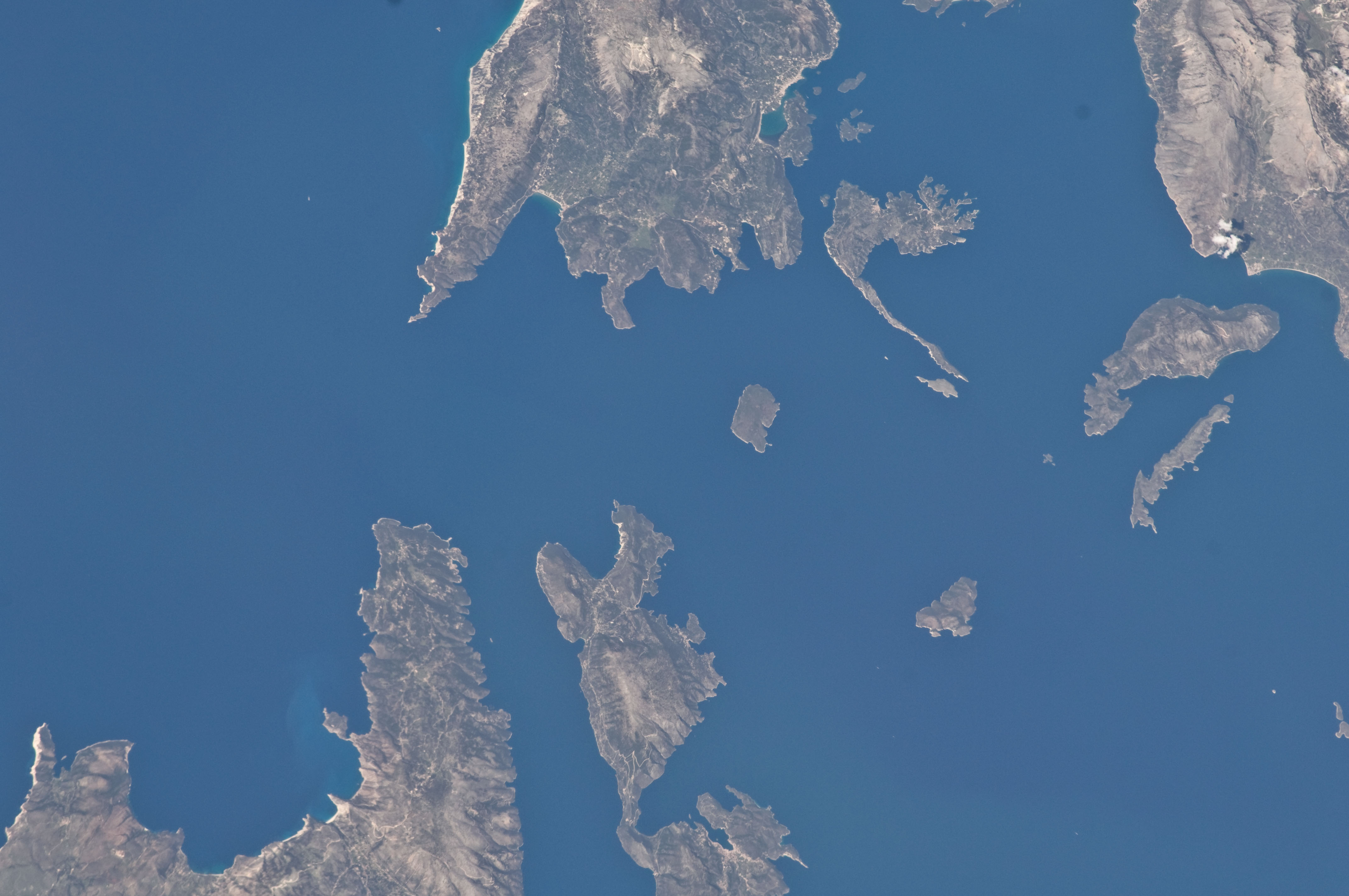
Vue satellite des environs : Ithaque en bas au centre, Stavros sur sa côte ouest.
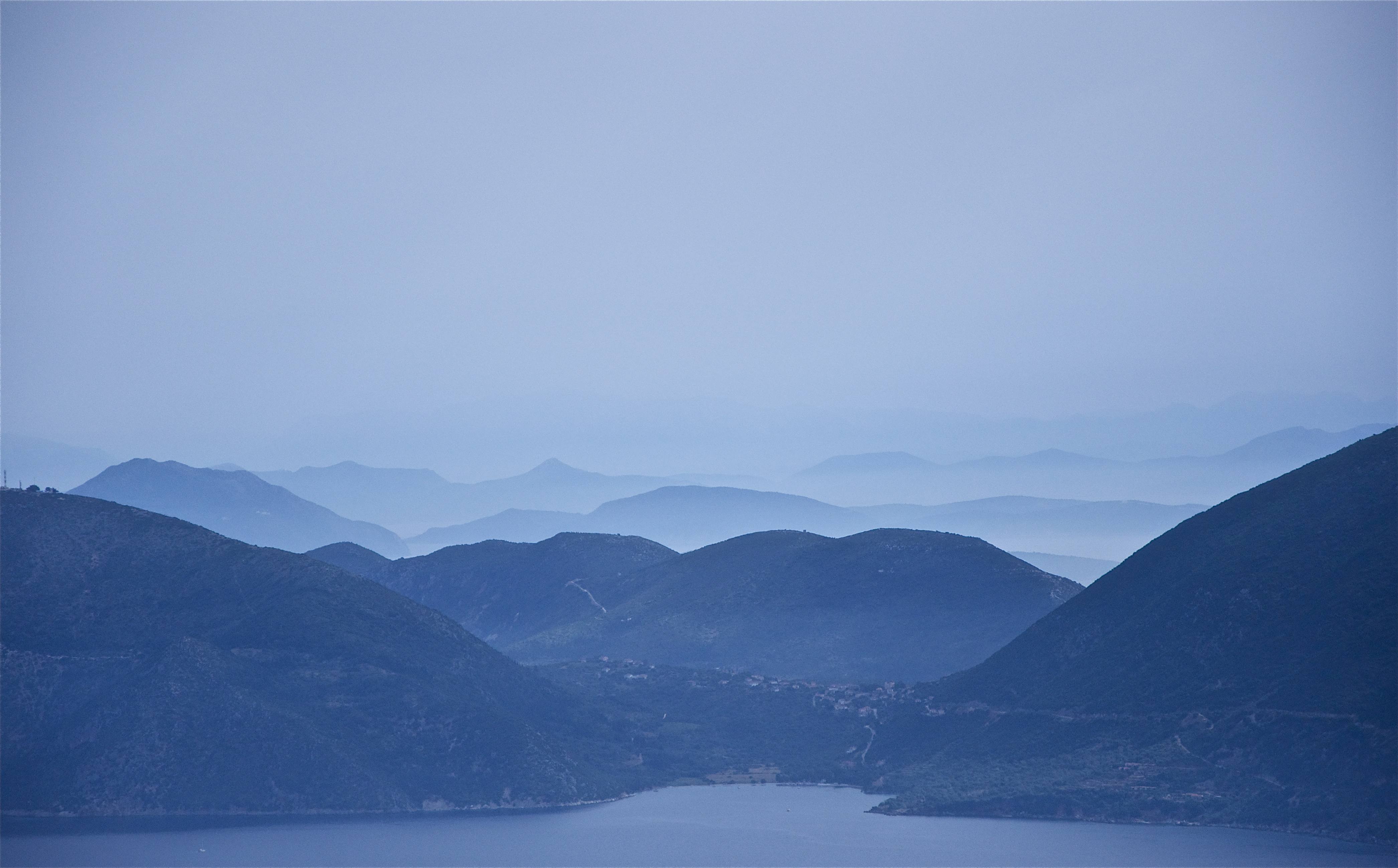
Stavros au fond de la baie de Polis. Vue depuis la Céphalonie

Administrativement, il appartient au dème d'Ithaque dans le district régional d'Ithaque. C'est la seule localité dans le district municipal éponyme.

## Environnement
La côte à cet endroit fait partie d'une aire marine protégée de 187,68 km2 créée en 2011, qui longe toute la côte nord-ouest et nord de Céphalonie et s'étend dans le chenal entre cette île et la partie nord d'Ithaque.

C'est une zone importante pour le phoque moine de Méditerranée, plusieurs espèces de cétacés et la tortue caouanne (Caretta caretta). Le site comprend des lits étendus de posidonie de Méditerranée (Posidonia oceanica) en très bon état de conservation, de grandes criques et baies peu profondes, des grottes marines et des falaises.

## Population
Selon le recensement de la population grecque de 2021, le village compte 327 habitants.
| 1991 | 2001 | 2011 | 2021 |
| ---- | ---- | ---- | ---- |
| 311  | 325  | 371  | 327  |

## Histoire

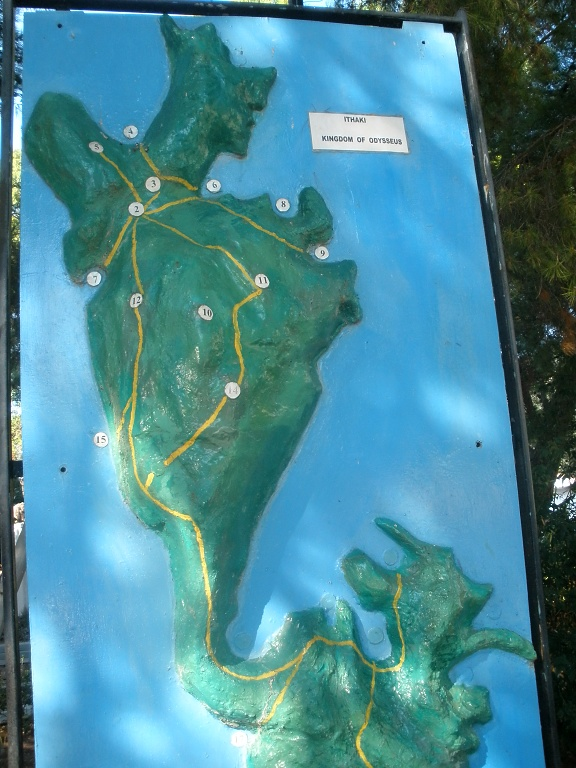
Royaume d'Odyssée. Les villages sont pour la plupart toujours là
L'Odyssée d'Homère décrivant le palais
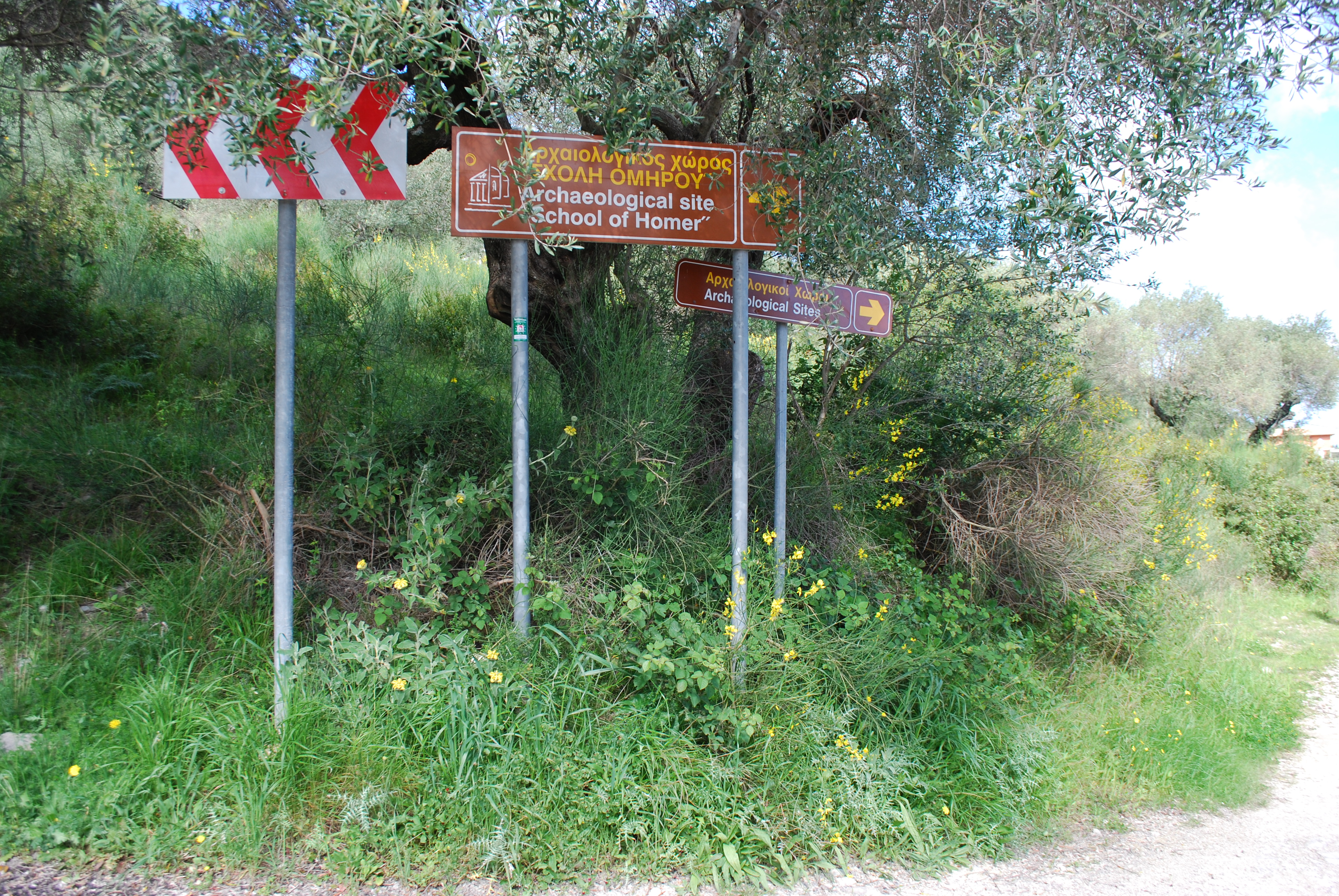
Panneaux de sites archéologiques
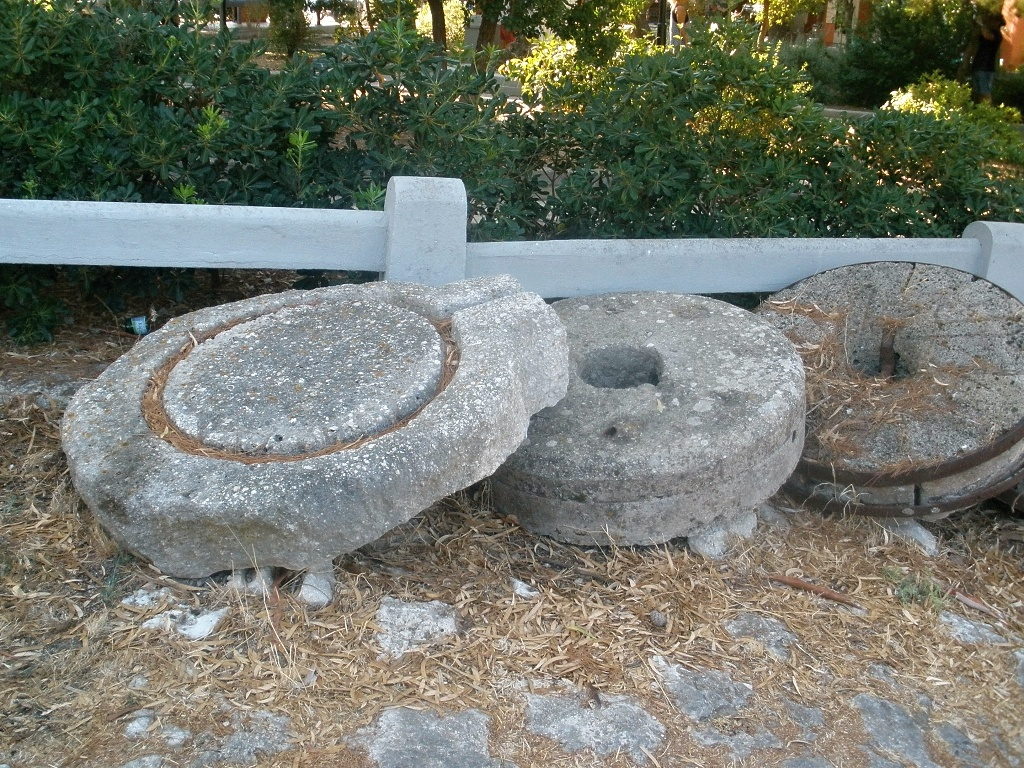
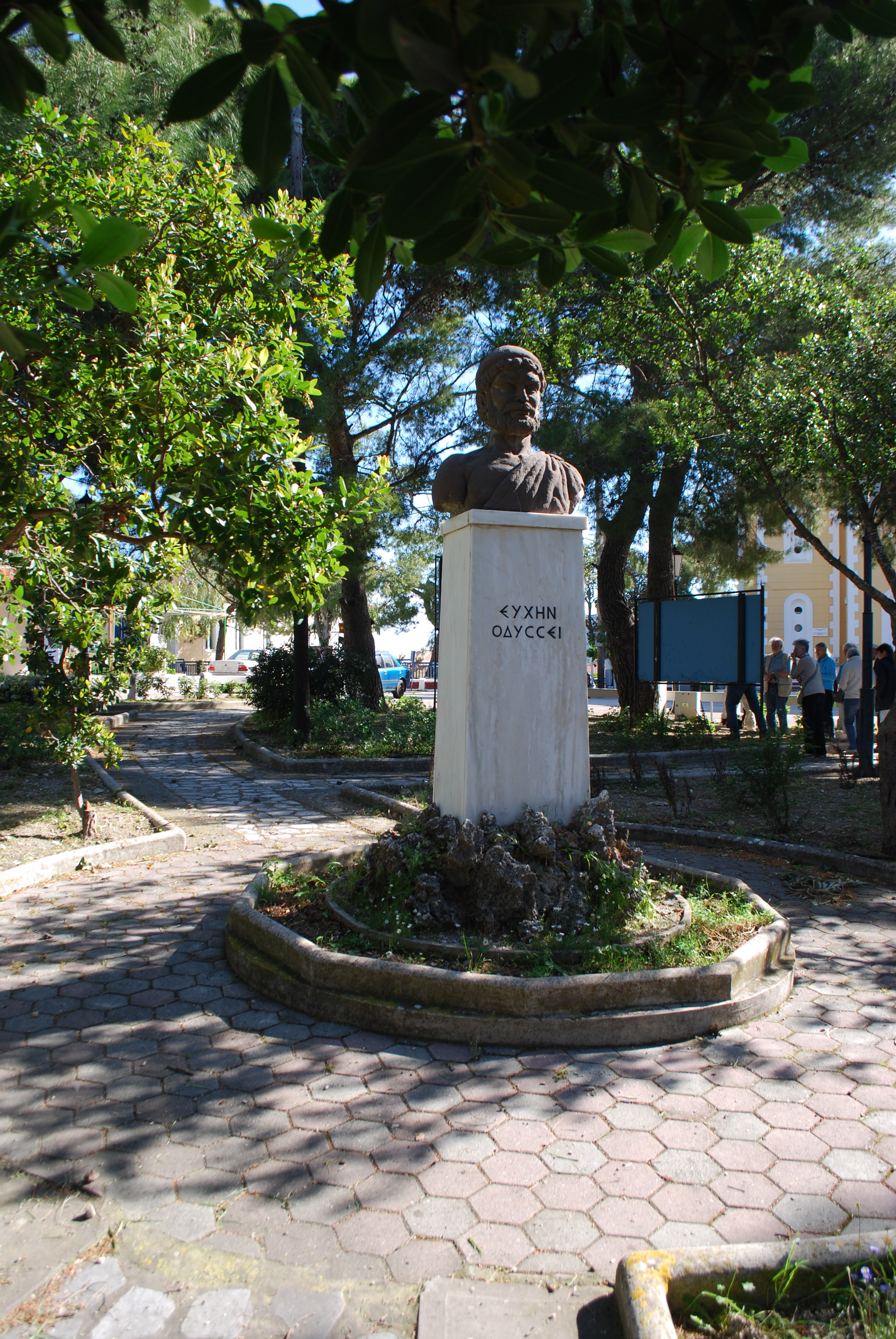

Site archéologique « L'école d'Homère » : le palais d'Ulysse
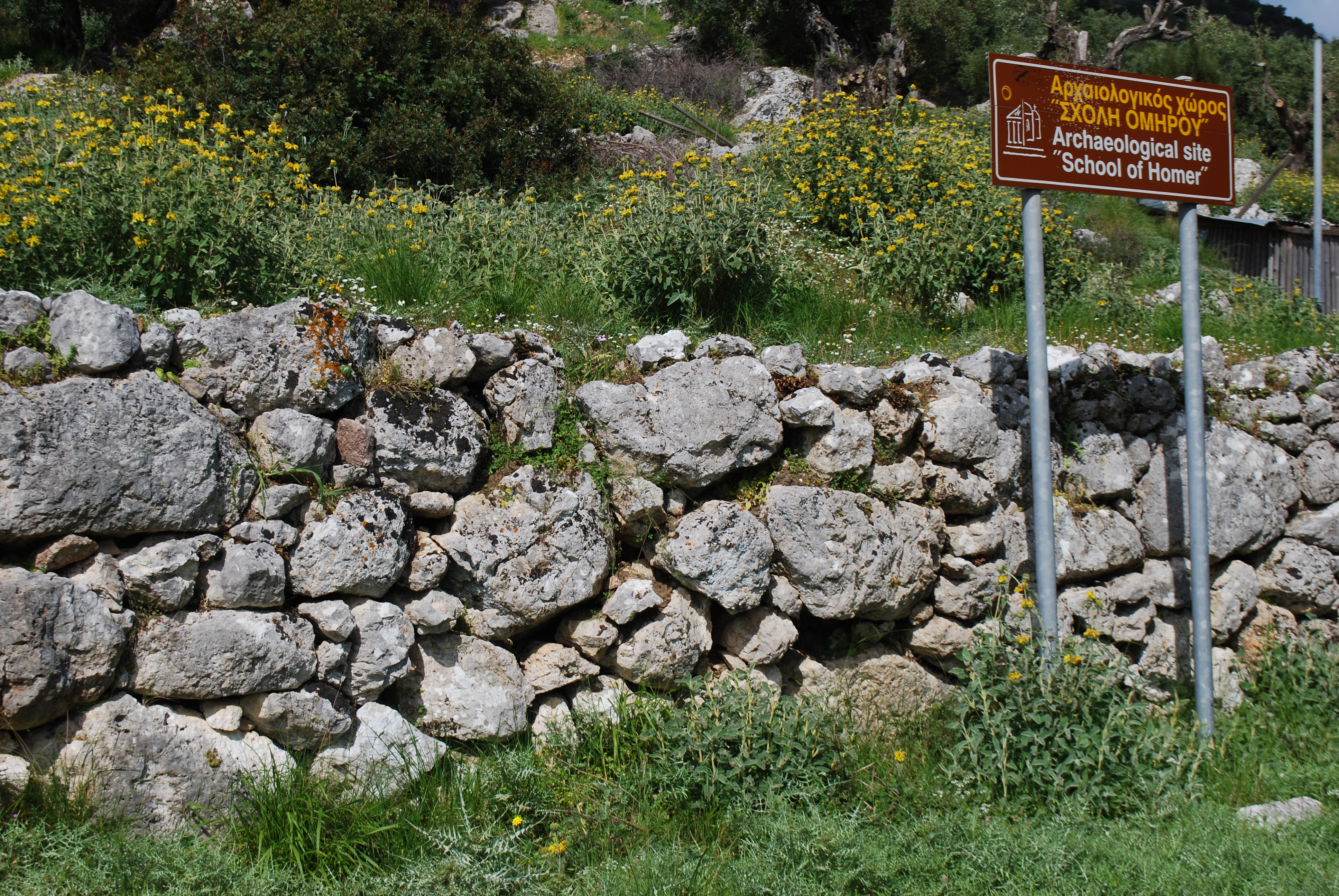
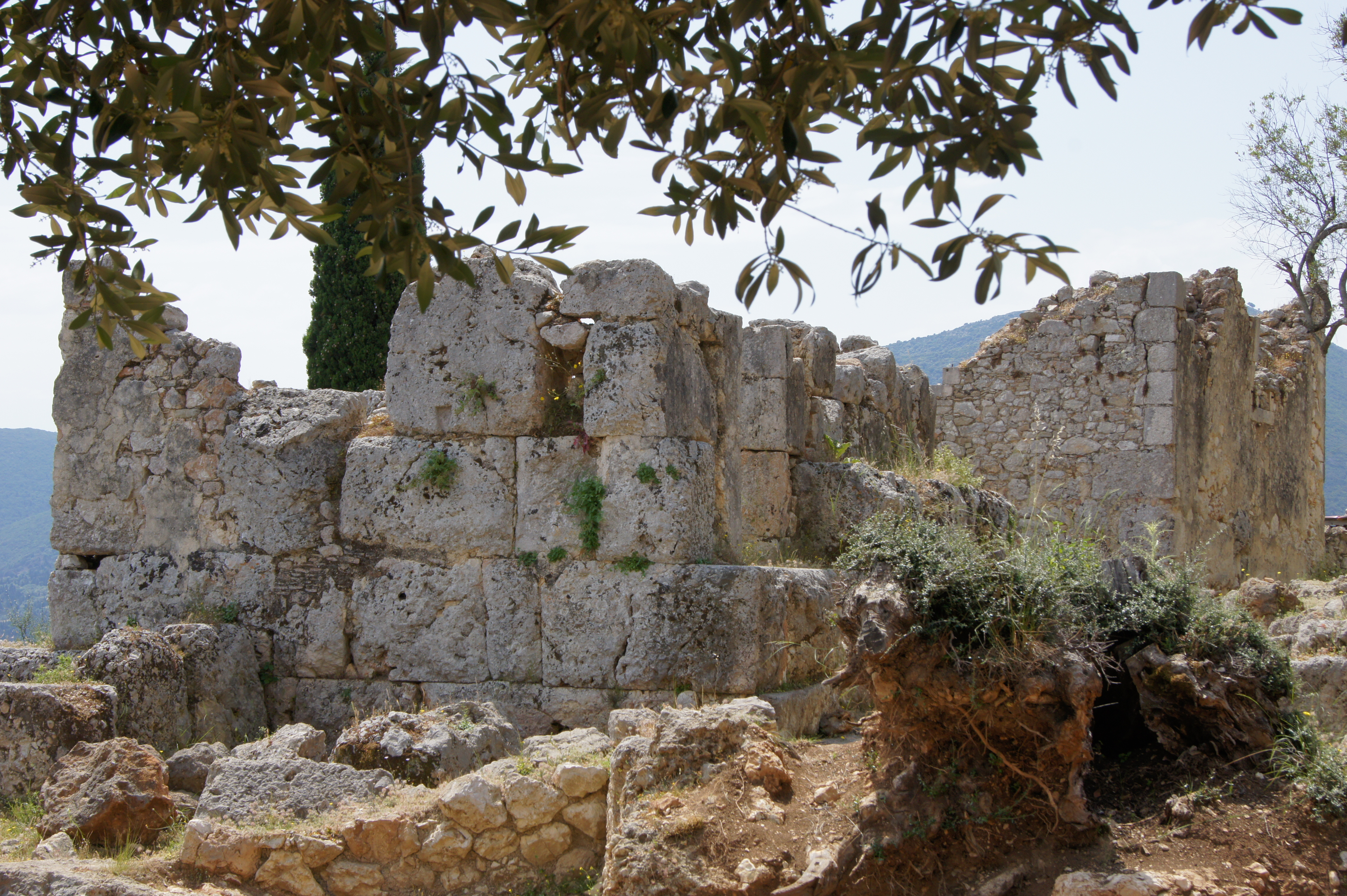
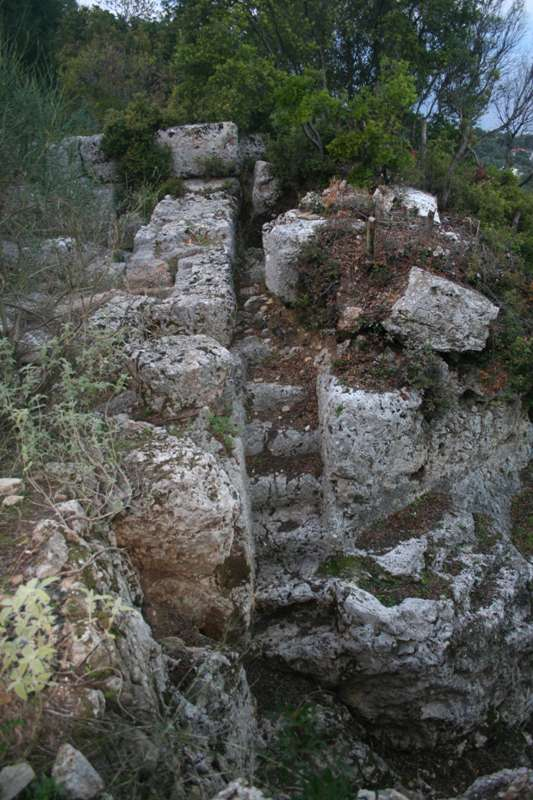
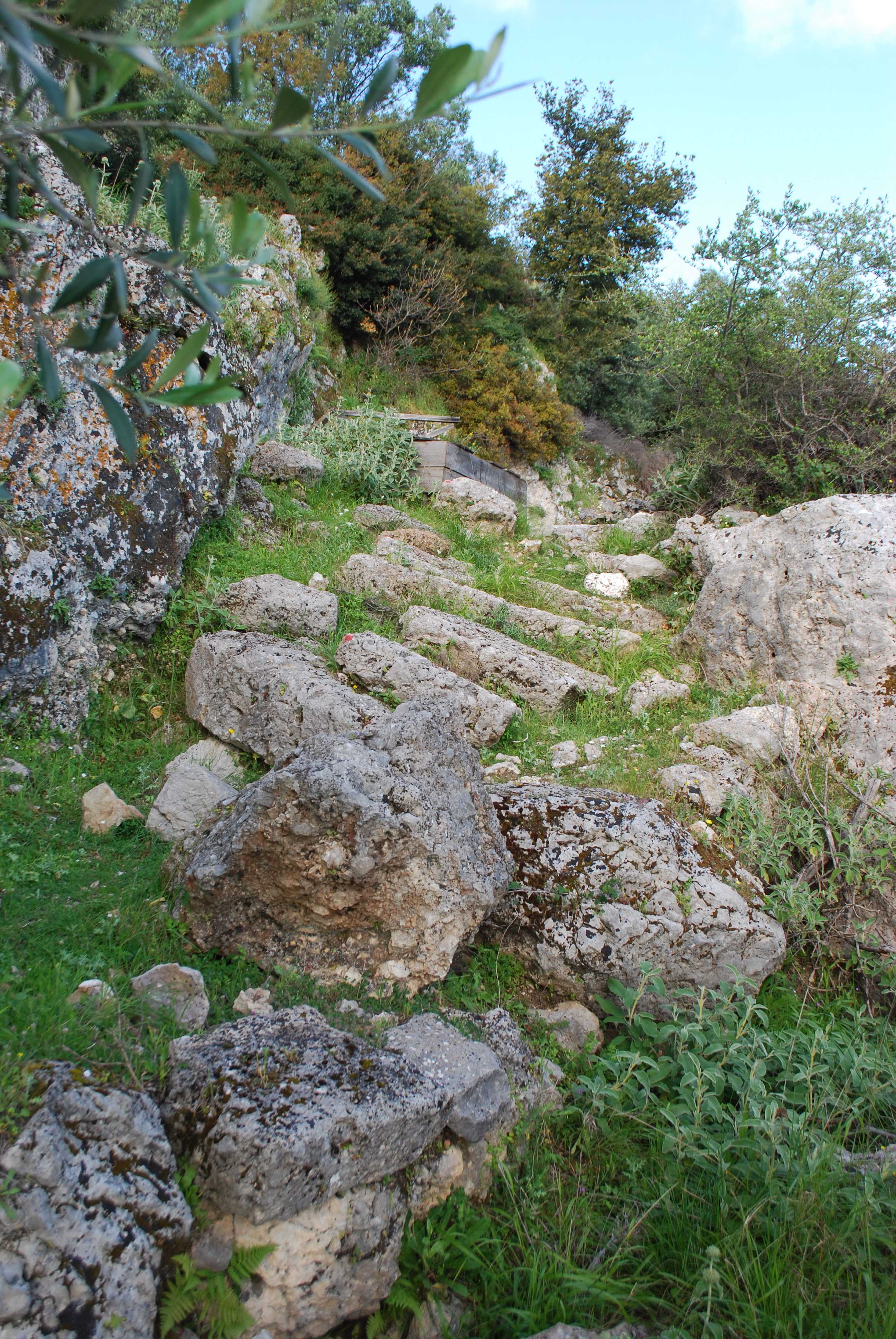
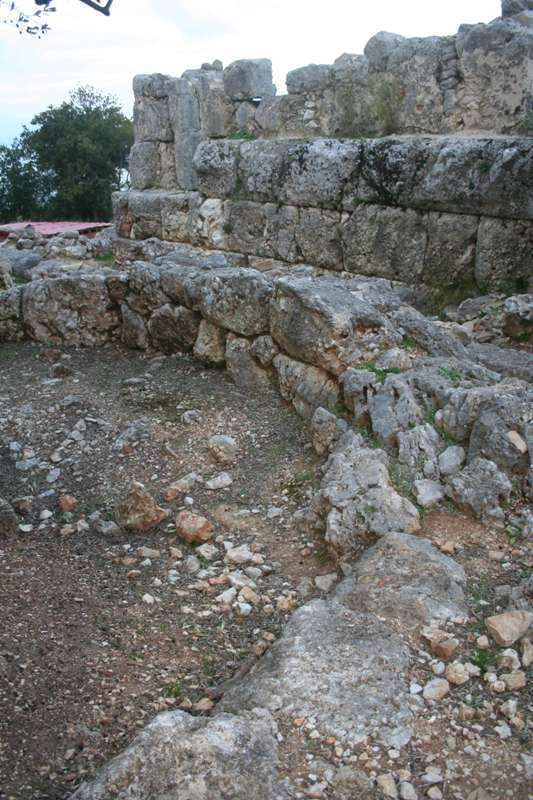
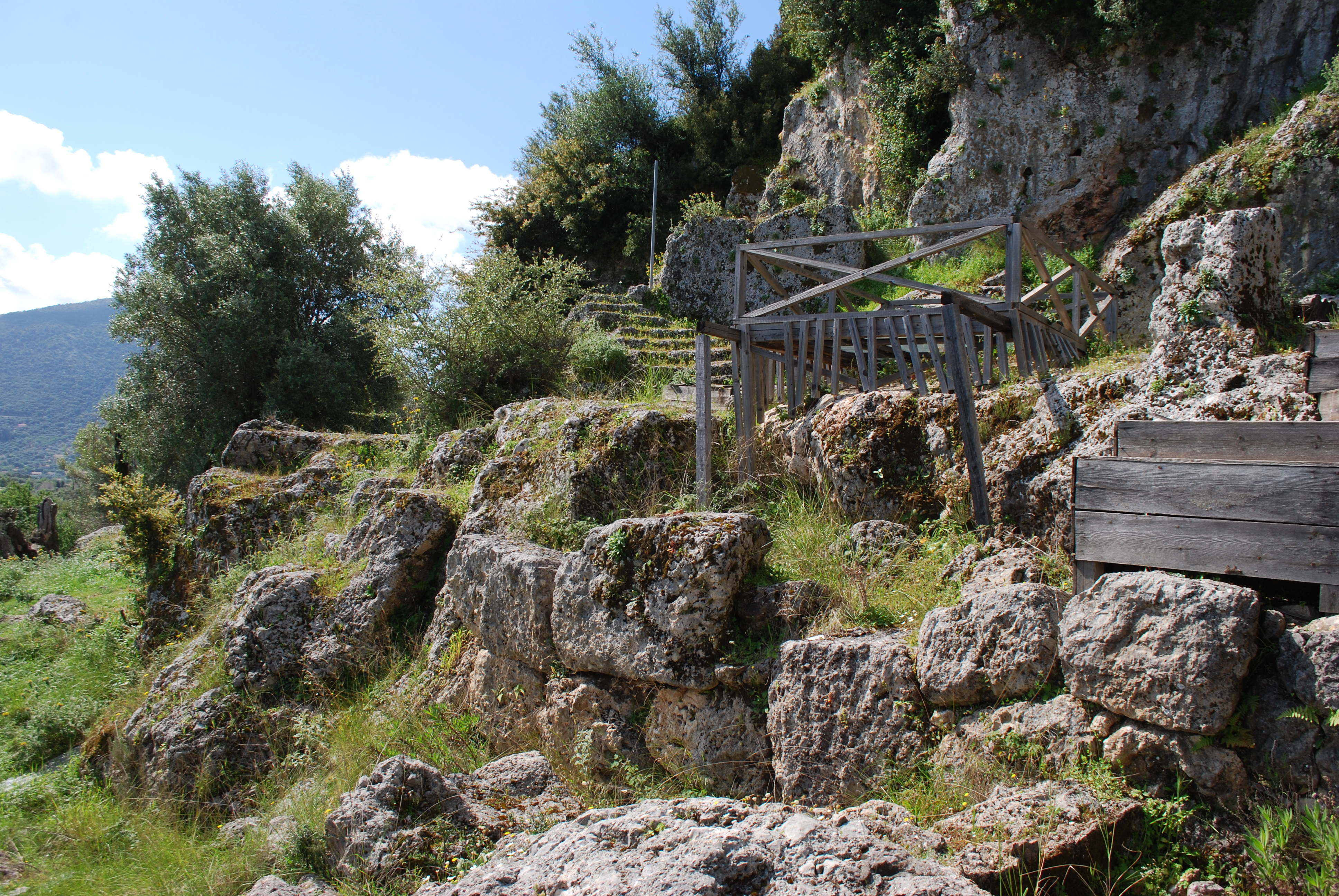

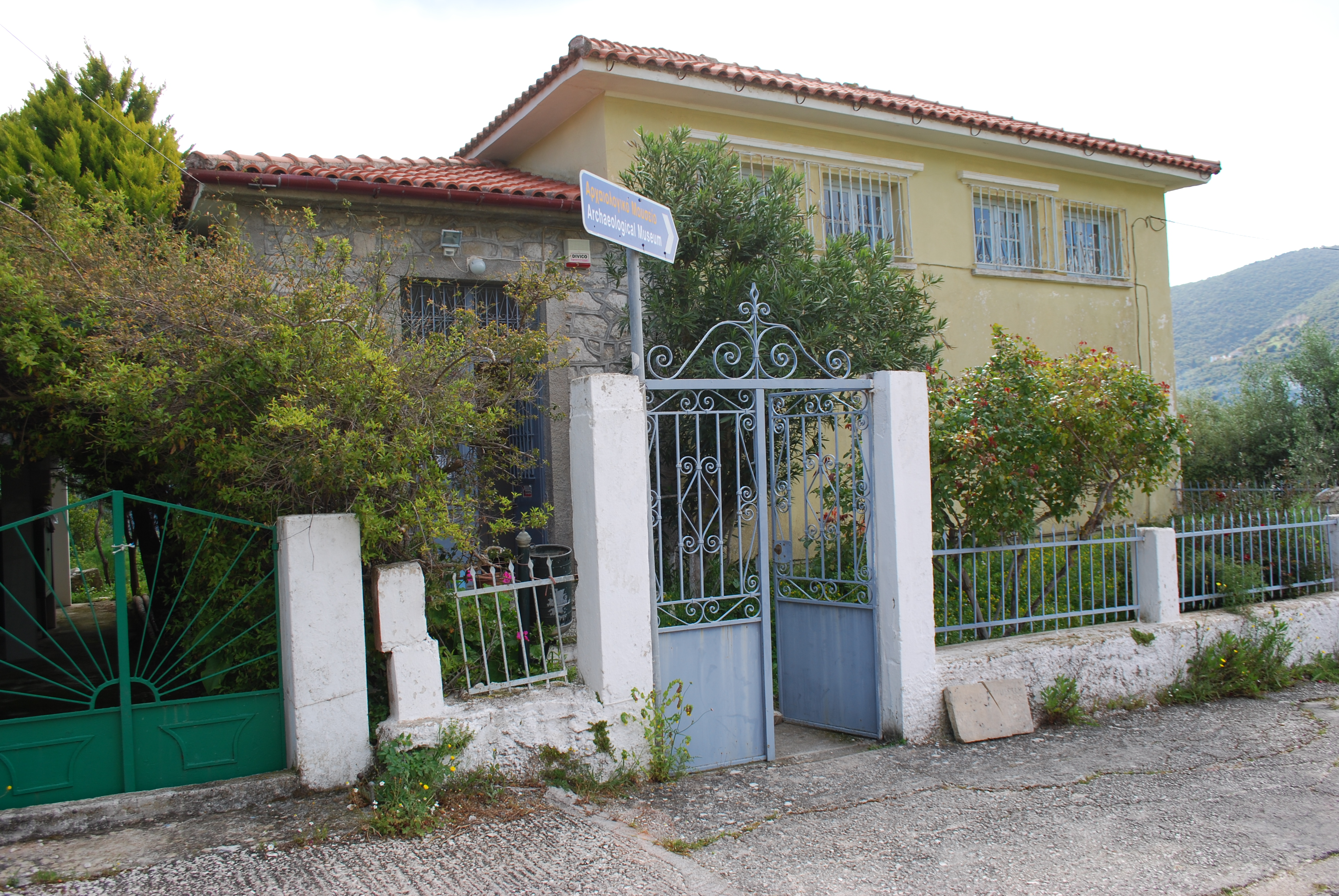
Musée archéologique de Stavros
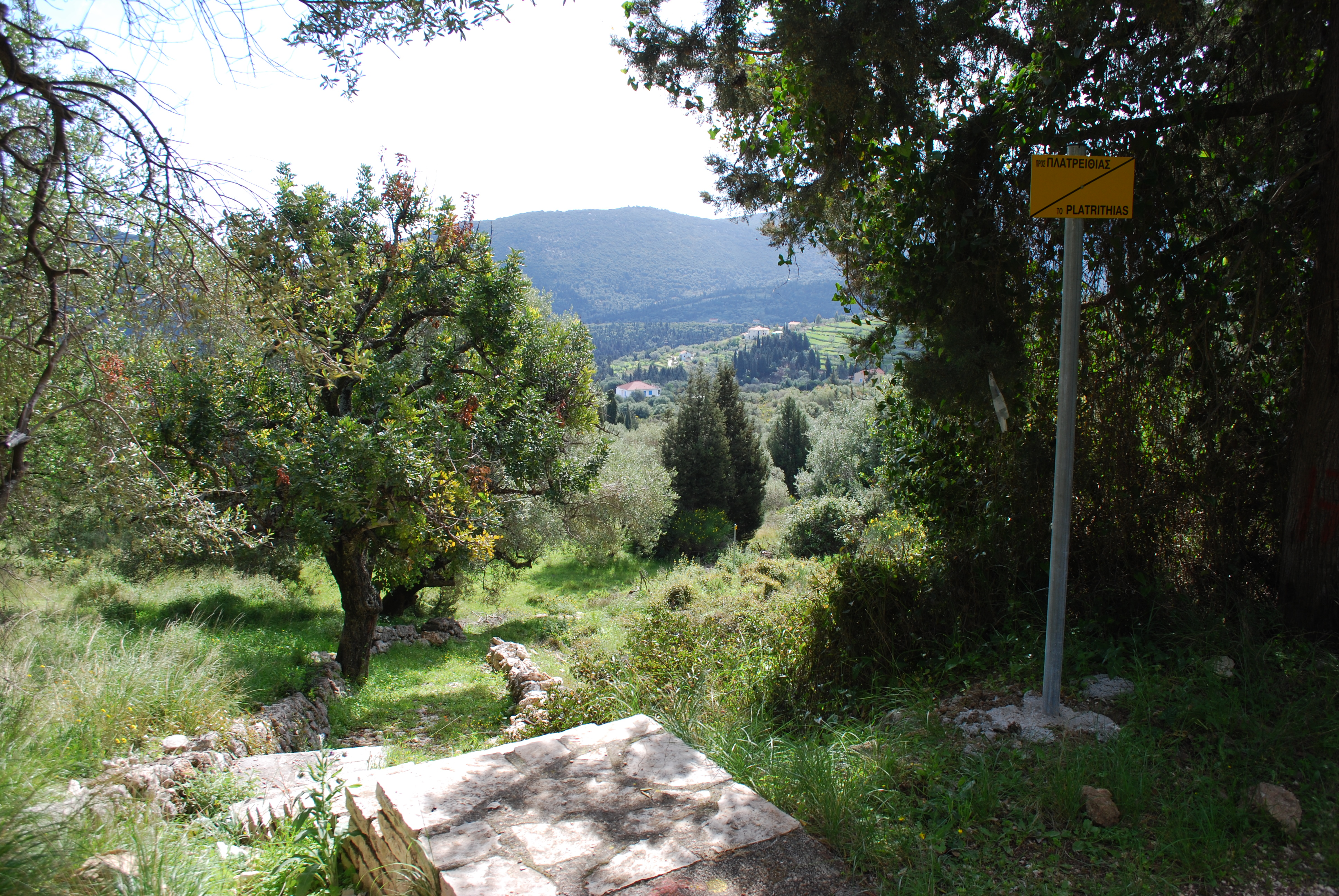
Chemin vers Platrithiás
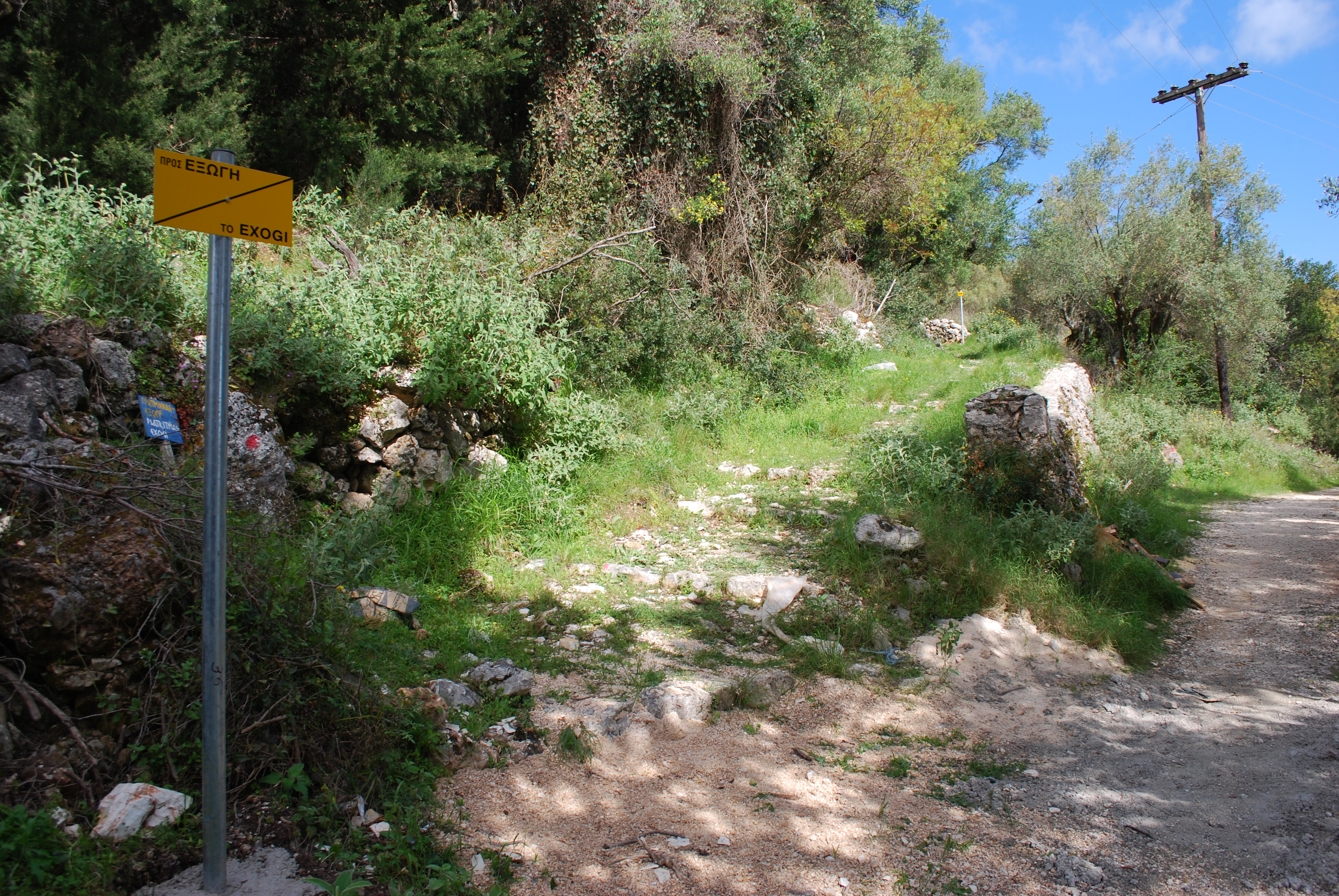
Chemin vers Exogí (el)